# SIAM SHADE VI
『SIAM SHADE VI』（シャムシェイド シックス）は、2000年7月26日に発売されたSIAM SHADEのメジャー5枚目のオリジナルアルバム（インディーズ時代を含めると通算で6枚目）。

## 概要
SIAM SHADEとして、初の2枚組作品であり、オリジナルアルバムとしては収録曲全16曲と最多である。解散後に発売されたボックス・セット『SIAM SHADE X 〜THE PERFECT COLLECTION〜』では、全収録曲を1枚のディスクにまとめて収録された。
DISC 1と2とでジャケットが異なるように制作されている。"DISC 1"の「GET A LIFE」「Fine weather day」は全英語詞であり、1996年に発売された『SIAM SHADE III』の収録曲「Don't Tell Lies」以来約4年ぶりの英語詞の収録となった。
オリジナル・アルバムとしては、この作品が最後となった。
累計売上枚数は、約8.4万枚。

## 収録曲
| 全作詞・作曲: SIAM SHADE、全編曲: SIAM SHADE・明石昌夫。 |                                                           |            |            |      |
| #                                                        | タイトル                                                  | 作詞       | 作曲・編曲 | 時間 |
| 1.                                                       | 「GET A LIFE」(原曲：DAITA／作詞：栄喜 & TIM JENSEN)      | SIAM SHADE | SIAM SHADE | 4:33 |
| 2.                                                       | 「Fine weather day」(原曲：栄喜／作詞：栄喜 & TIM JENSEN) | SIAM SHADE | SIAM SHADE | 3:12 |
| 3.                                                       | 「Outsider」(原曲：淳士／作詞：淳士 & 栄喜)               | SIAM SHADE | SIAM SHADE | 1:53 |
| 4.                                                       | 「Shangri-la」(原曲：NATIN／作詞：栄喜)                   | SIAM SHADE | SIAM SHADE | 3:50 |
| 5.                                                       | 「Allergy」(原曲：淳士／作詞：栄喜)                       | SIAM SHADE | SIAM SHADE | 3:22 |
| 6.                                                       | 「BLACK」(原曲詞：栄喜)                                   | SIAM SHADE | SIAM SHADE | 4:35 |
| 7.                                                       | 「SEXUAL SNIPER」(原曲：KAZUMA／作詞：栄喜)               | SIAM SHADE | SIAM SHADE | 5:07 |
| 8.                                                       | 「Triptych」(原曲：DAITA)                                 | SIAM SHADE | SIAM SHADE | 4:37 |
| 合計時間:                                                | 合計時間:                                                 | 31:09      |            |      |

| 全作詞・作曲: SIAM SHADE、全編曲: SIAM SHADE・明石昌夫。 |                                                        |            |            |      |
| #                                                        | タイトル                                               | 作詞       | 作曲・編曲 | 時間 |
| 1.                                                       | 「Fly high」(原曲：DAITA／作詞：栄喜)                  | SIAM SHADE | SIAM SHADE | 3:53 |
| 2.                                                       | 「MOON」(原曲：DAITA／作詞：栄喜)                      | SIAM SHADE | SIAM SHADE | 4:32 |
| 3.                                                       | 「せつなさよりも遠くへ (Album Version)」(原曲詞：栄喜) | SIAM SHADE | SIAM SHADE | 3:11 |
| 4.                                                       | 「I am I」(原曲：DAITA／作詞：栄喜)                    | SIAM SHADE | SIAM SHADE | 3:13 |
| 5.                                                       | 「1999」(原曲詞：KAZUMA)                               | SIAM SHADE | SIAM SHADE | 4:13 |
| 6.                                                       | 「Heaven」(原曲：DAITA／作詞：栄喜)                    | SIAM SHADE | SIAM SHADE | 4:04 |
| 7.                                                       | 「LOVE IS POWER」(原曲詞：KAZUMA)                      | SIAM SHADE | SIAM SHADE | 3:57 |
| 8.                                                       | 「曇りのち晴れ」(原曲：栄喜・DAITA／作詞：栄喜)        | SIAM SHADE | SIAM SHADE | 4:16 |
| 合計時間:                                                | 合計時間:                                              | 31:19      |            |      |

## 楽曲解説
Disc 1
1. GET A LIFE
  - 全英語詞の曲。PVが制作されている。
  - 同年に発売されたミニアルバム『SIAM SHADE VII』に新たなるリミックスバージョンとして収録されている。
  - ベストアルバム『SIAM SHADE XI COMPLETE BEST 〜HEART OF ROCK〜』の収録曲を決めるファン投票で9位を記録した。
2. Fine weather day
  - 全英語詞の曲。
  - 「GET A LIFE」同様、『SIAM SHADE VII』（韓国版限定）に収録されている。

『SIAM SHADE XI COMPLETE BEST 〜HEART OF ROCK〜』のファン投票で11位を記録した。
3. Outsider
4. Shangri-la
5. Allergy
  - 12thシングル「1999」のカップリング曲。
6. BLACK
  - 11thシングル。
7. SEXUAL SNIPER
  - NINTENDO 64用ゲームソフト『パーフェクトダーク』日本版CMソング
8. Triptych
  - インスト曲。
  - 「GET A LIFE」「Fine weather day」同様、『SIAM SHADE VII』（韓国版限定）に収録されている。
  - 『SIAM SHADE XI COMPLETE BEST 〜HEART OF ROCK〜』のファン投票で24位を記録した。

Disc 2
1. Fly high
  - ライト兄弟について歌われた曲で、歌詞にもその名前が登場する。
2. MOON
  - 『SIAM SHADE XI COMPLETE BEST 〜HEART OF ROCK〜』のファン投票で15位を記録した。
3. せつなさよりも遠くへ (Album Version)
  - 13thシングル。前奏のギターの音量が全体的に上げられたり、さらにギター・ベース・ドラムが追加されたアルバムバージョン。以降のライブではこのバージョンで演奏されることが多い。
4. I am I
  - KAZUMAがリードボーカルの曲。
5. 1999
  - 12thシングル。
6. Heaven
  - 11枚目のシングル「BLACK」のカップリング曲。
7. LOVE IS POWER
  - KAZUMAがリードボーカルの曲。
8. 曇りのち晴れ
  - 10thシングル。